# Apocephalus laticauda
Apocephalus laticauda är en tvåvingeart som beskrevs av Borgmeier 1958. Apocephalus laticauda ingår i släktet Apocephalus och familjen puckelflugor. Inga underarter finns listade i Catalogue of Life.